# Polistes attavinus
Polistes attavinus är en getingart som först beskrevs av Oswald Heer 1850.  Polistes attavinus ingår i släktet pappersgetingar, och familjen getingar. Inga underarter finns listade i Catalogue of Life.